# ياكوب شتوشل
ياكوب شتوشل (بالتشيكية: Jakub Štochl)‏ هو لاعب كرة قدم تشيكي في مركز الدفاع، ولد في 2 فبراير 1987 في Hořovice ‏ في جمهورية التشيك. لعب مع بوهيميانز 1905 ونادي بريبرام ونادي يابلونتس.

## وصلات خارجية
- ياكوب شتوشل على موقع قاعدة بيانات كرة القدم.إي يو (الإنجليزية)
- ياكوب شتوشل على موقع Soccerway.com (الإنجليزية)
- ياكوب شتوشل على موقع عالم كرة القدم.نت (الإنجليزية)